# Lüderitz
Lüderitz  est une ville de Namibie, située dans le Sud du pays dans la région de ǁKaras au bord de l'océan Atlantique.
Fondée par des commerçants allemands dans les années 1880, Lüderitz est la plus ancienne ville du Sud-Ouest africain.

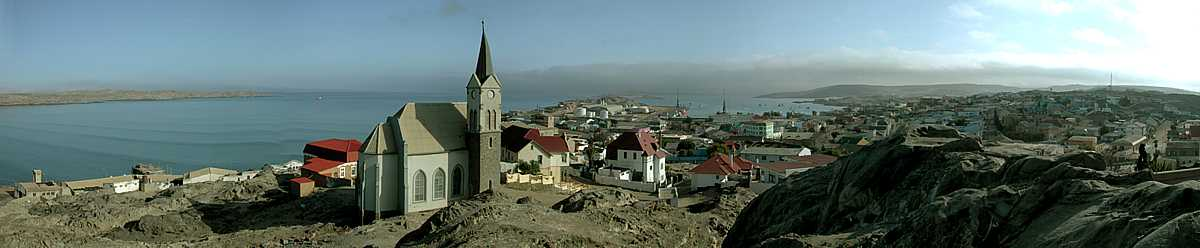
Panorama de Lüderitz.

## Géographie
La ville est située sur la côte de l'Océan Atlantique. Le littoral de la région est reconnu par Bird Life et d'autres groupes de conservation mondiaux comme l'une des zones importantes pour la reproduction des oiseaux marins côtiers.
Plusieurs espèces de cétacés, notamment des dauphins du Cap, peuvent être observées près du rivage, ainsi que des baleines de plus grande taille telles que la baleine franche australe,.

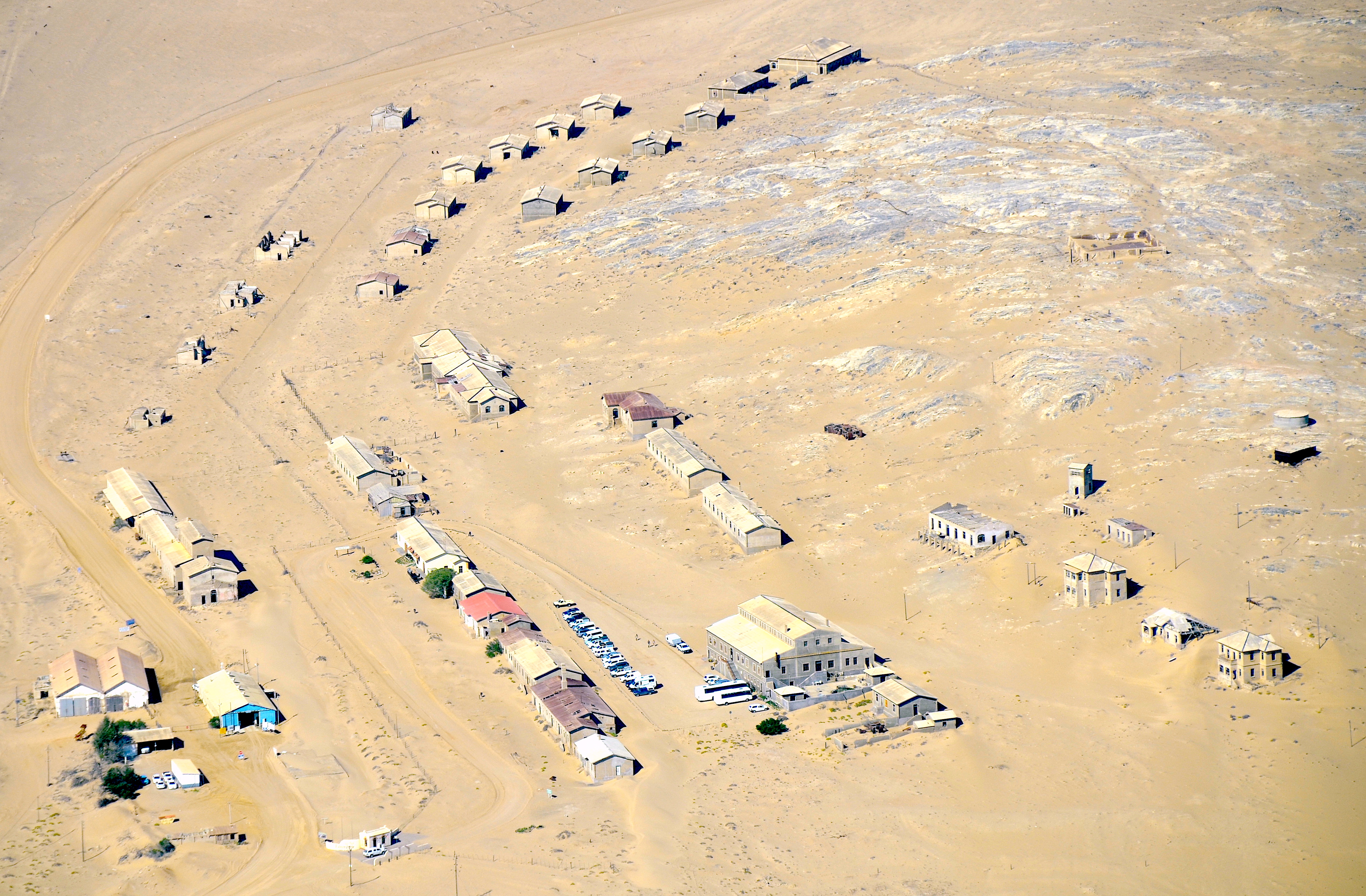
Kolmanskop en 2017.

À la sortie de Lüderitz, à une dizaine de kilomètres environ vers le sud-est, à l'intérieur des terres, se trouve la ville fantôme de Kolmanskop.
Cette ville diamantifère autrefois très animée est aujourd'hui abandonnée. Elle menace d'être ensevelie sous les dunes de sable mouvantes du désert du Namib. La photographe namibienne Helga Kohl a photographié l'avancée de ces dunes de sable, y compris dans les anciennes habitations.

## Histoire

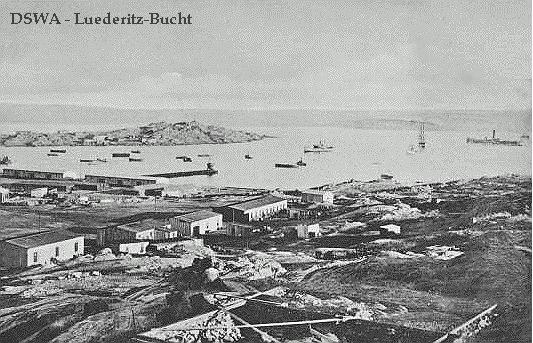
La baie de Luderitz vers 1905.

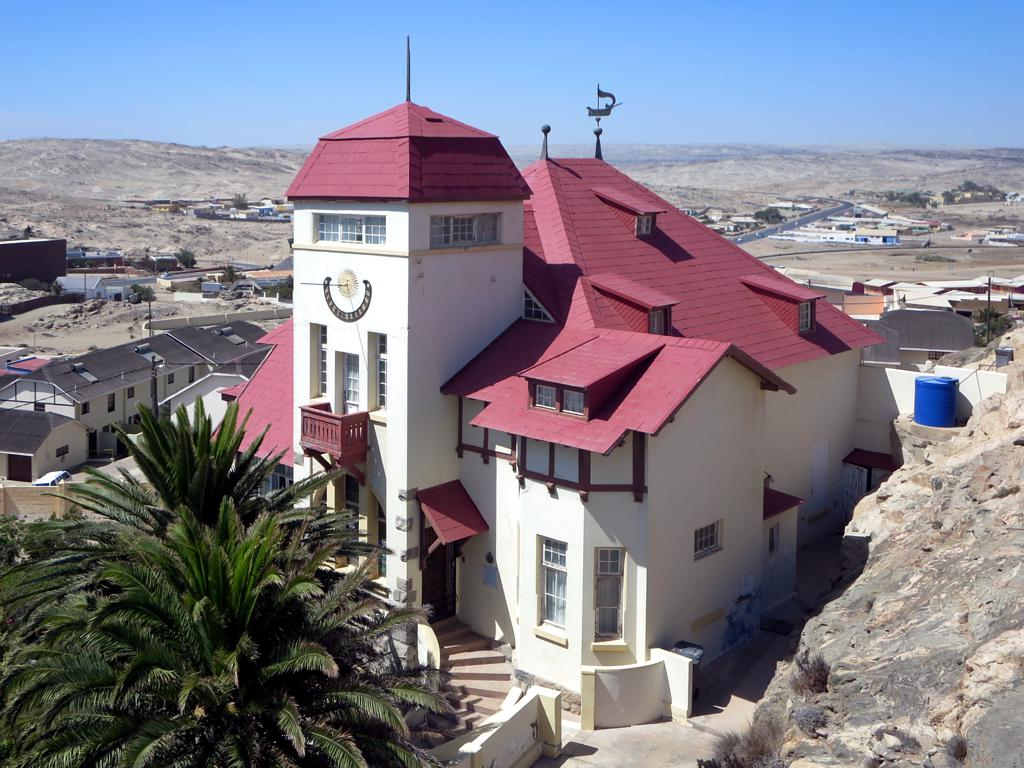
Goerke Haus en 2015.

Les Portugais baptisent la baie Angra Pequena en 1485, mais, par la suite, la région ne suscite aucun intérêt de la part des puissances coloniales britannique, française, portugaise et néerlandaise. Les côtes sont pratiquement inaccessibles (à l'exception de Walvis Bay plus au nord) et l'intérieur du pays est aride et désertique.
En 1883, un commerçant de Brême nommé Adolf Lüderitz négocie avec un chef local l'acquisition de la baie Angra Pequena.
En 1884, après avoir obtenu la protection du gouvernement allemand sur le Sud-Ouest africain, Adolf Lüderitz crée ce port de pêche qu'il baptise en l'honneur de sa famille. 
Les Allemands prennent ainsi pied dans la région afin de constituer un embryon d'empire colonial. Ils sont au départ intéressés par l'élevage des moutons Karakul importés d'Asie centrale, qui fournissent des produits laitiers, de la viande, de la laine et du cuir, mais qui supposent surtout de grandes étendues de terre pour les élever. En 1904, arrive sur place le général Lothar von Trotha, avec l’ordre d'exterminer les rebelles à cette colonisation. Ces rebelles sont traqués et parqués dans des camps, dont celui de Shark Island, une presqu’île en face de la ville de Lüderitz : 65 000 Herero et près de 20 000 Namas y sont massacrés.
Après la découverte de diamants en 1907 dans la région de Lüderitz, un territoire grand comme la Belgique, situé entre le port de pêche et la frontière sud-africaine, est déclaré zone diamantifère et interdit aux personnes non autorisées. La ville de Kolmanskop, située à une dizaine de kilomètres de Lüderitz, se développe alors en tant que siège central de la compagnie sud-africaine De Beers. La ville est abandonnée en 1956, quand le siège est déplacé à Oranjemund, à la frontière sud-africaine.
En août 2013, les médias locaux annoncent à tort que la ville est rebaptisée !Nami≠Nüs alors que seule la circonscription dans laquelle est intégrée Lüderitz est finalement concernée.

## Administration

### Liste de maires
- Emil Kreplin, maire de 1909 à 1914
- Susan Harris (SWAPO), maire de 1992 à 1997
- Emilia Amupewa (SWAPO), maire de 1998 à 2010
- Hambelela Suzan Ndjaleka (SWAPO), maire de 2010 à 2015
- Hilaria Mukapuli (SWAPO), maire de 2016 à 2019
- Anna-Marie Hartzenberg (LDM), maire de 2020 à 2022
- Ronnie Mckay (PDM), maire de novembre 2022 à novembre 2023
- Phillippus Albertus Balhao, maire (IPC) depuis novembre 2023

## Industrie

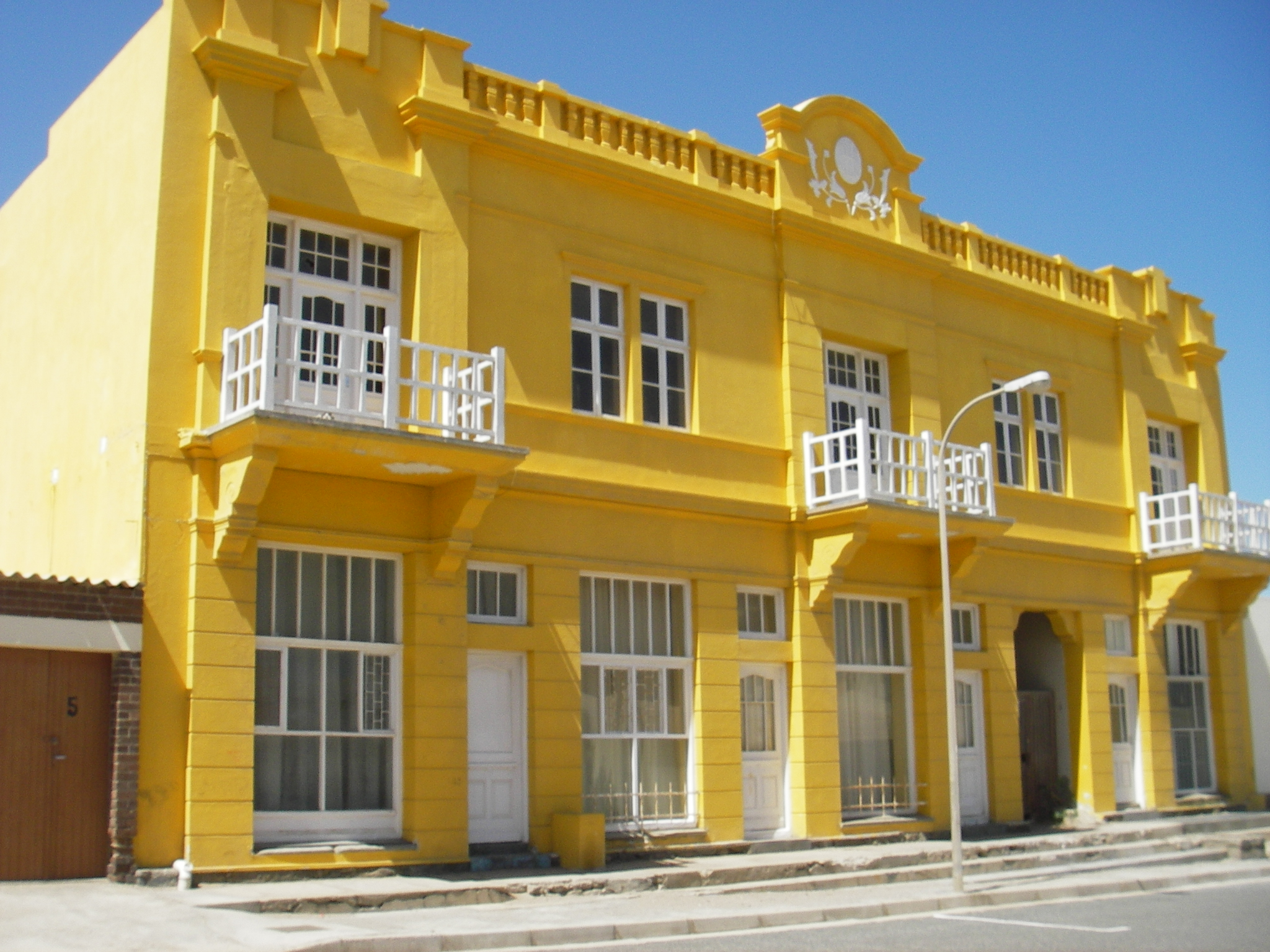
Immeubles d'architecture allemande de Lüderitz.

Comptant dans les années 2000 environ 30 000 habitants, Lüderitz est toujours une enclave dans la zone diamantifère de Namibie. Le port abrite ainsi presque autant de pêcheurs de poissons que de pêcheurs de diamants (au large de la côte).

## Tourisme

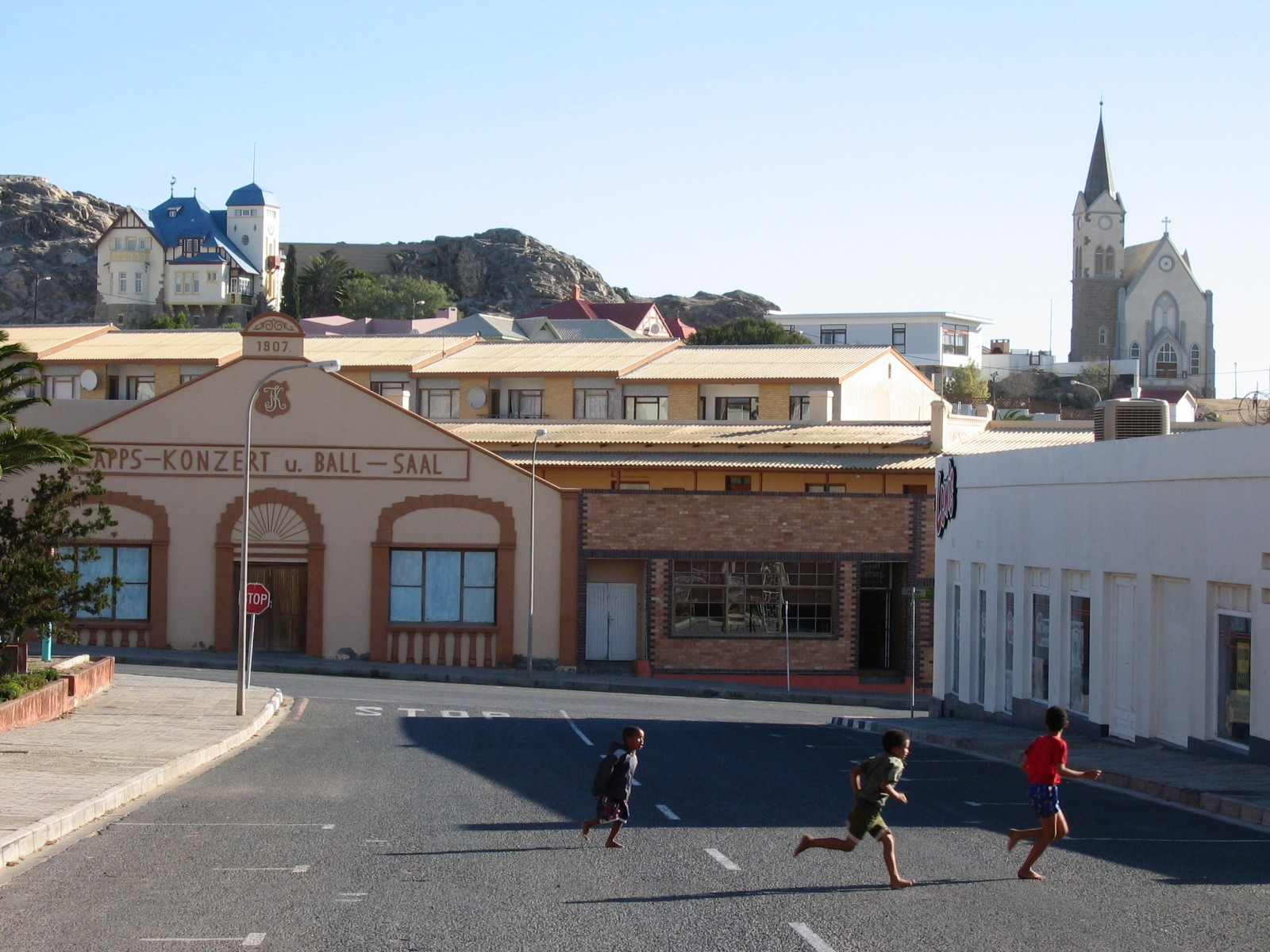
Rues de Lüderitz avec la Felsenkirche (1911) et la Goerke Haus (1910) en arrière-plan.

Sans avoir le charme de Swakopmund et beaucoup plus pluvieuse, la ville n'en présente pas moins un certain nombre de bâtiments coloniaux et art nouveau, notamment des maisons cossues aux façades pastels comme la Goerke Haus (1910), du nom de son premier propriétaire le lieutenant Hans Goerke, qui domine la ville au côté de l'église luthérienne. 
La plupart des rues (qui ont gardé leurs noms d'origine allemande) ne sont pas goudronnées hormis la rue principale, Bismark Strasse, qui mène au port. 
Aux portes de Lüderitz, l'attrait touristique principal est le célèbre village fantôme de Kolmanskop envahi par le sable. Les visiteurs se pressent ainsi dans l'ancien hôpital et dans les maisons coloniales ouverts aux quatre vents. Dans les environs, les visiteurs peuvent aller jusqu'à Dias Point, une presqu'île où le Portugais Bartolomeu Dias avait accosté en 1488.

## Photographies

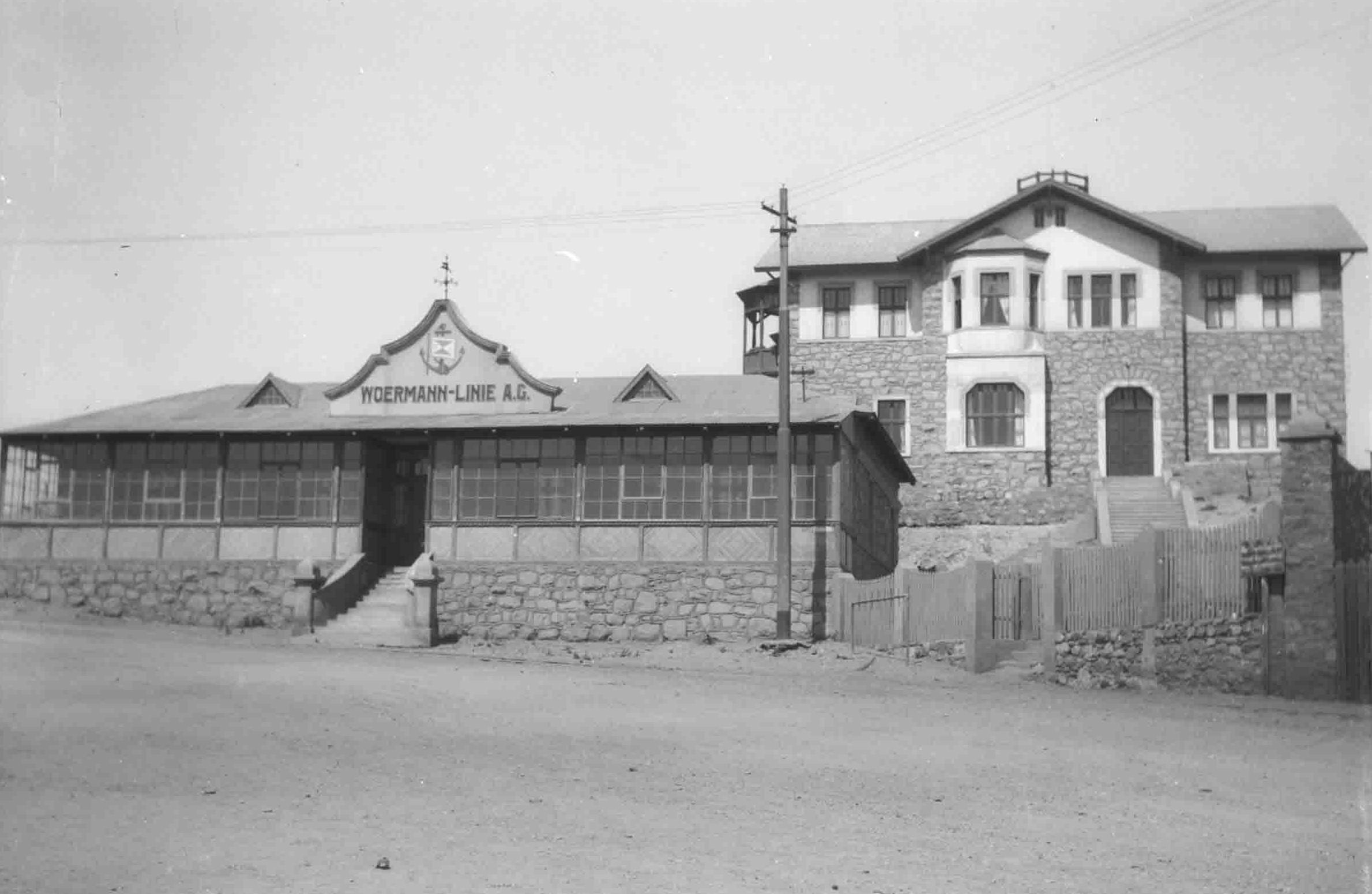
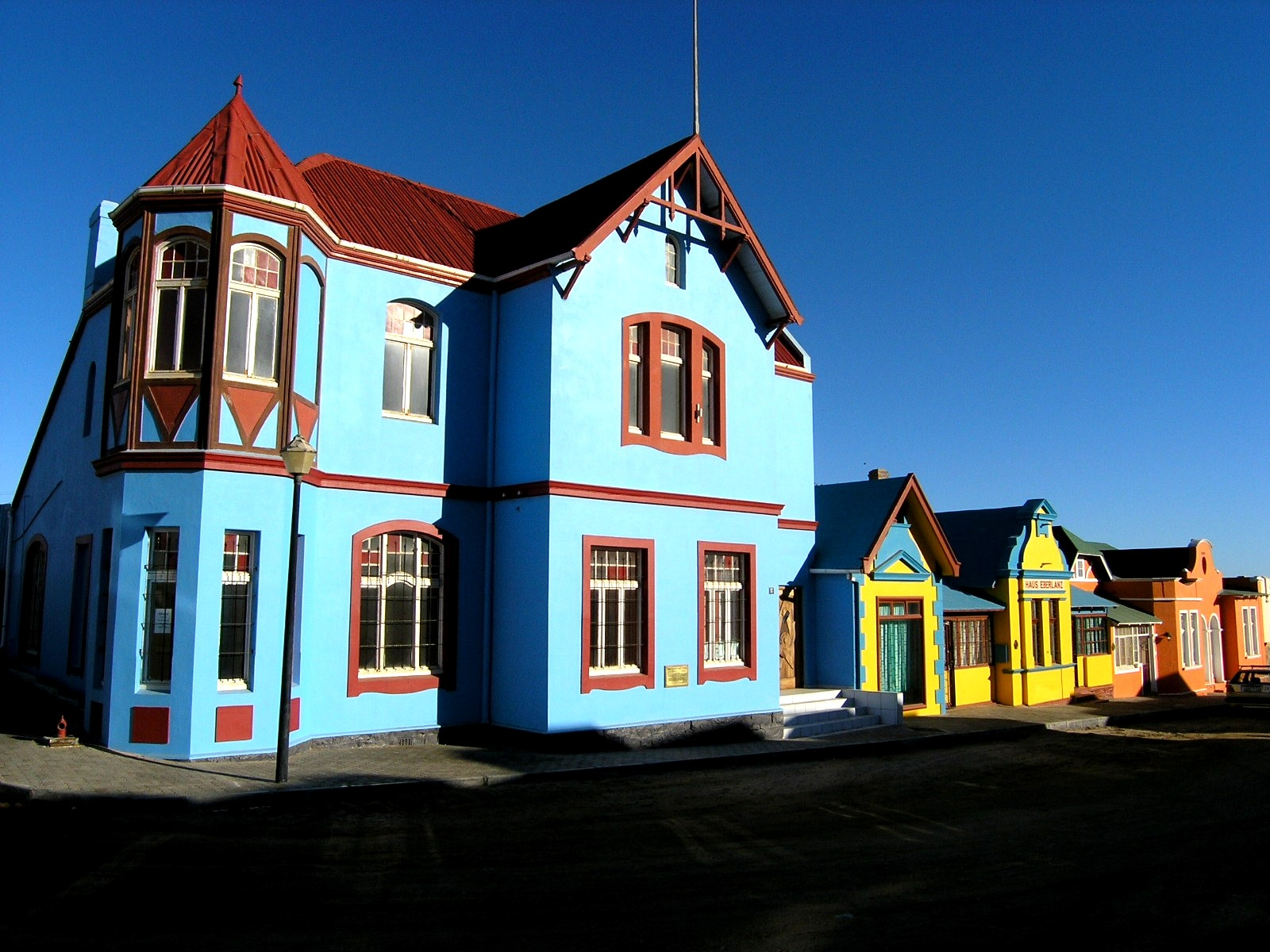
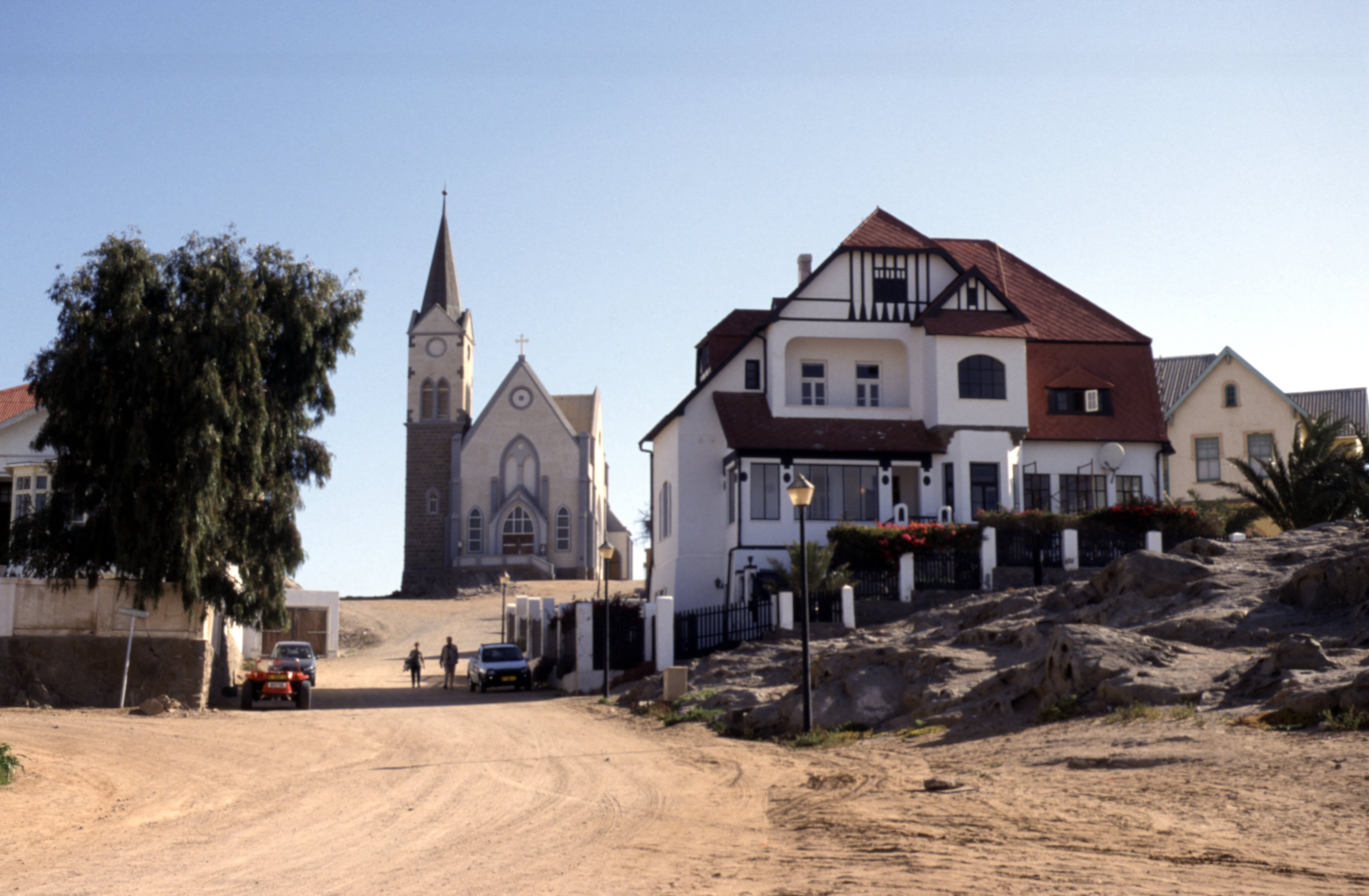
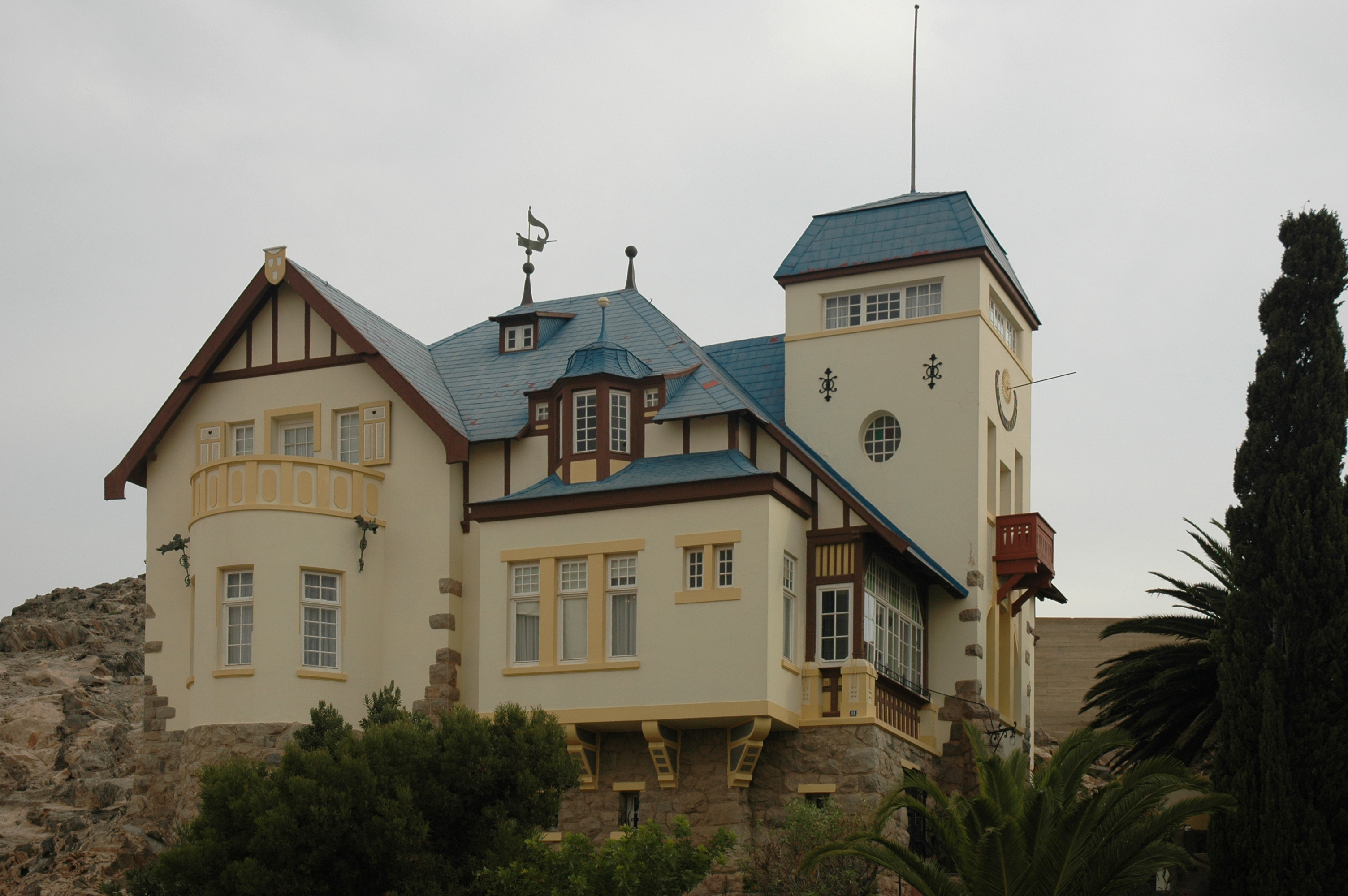
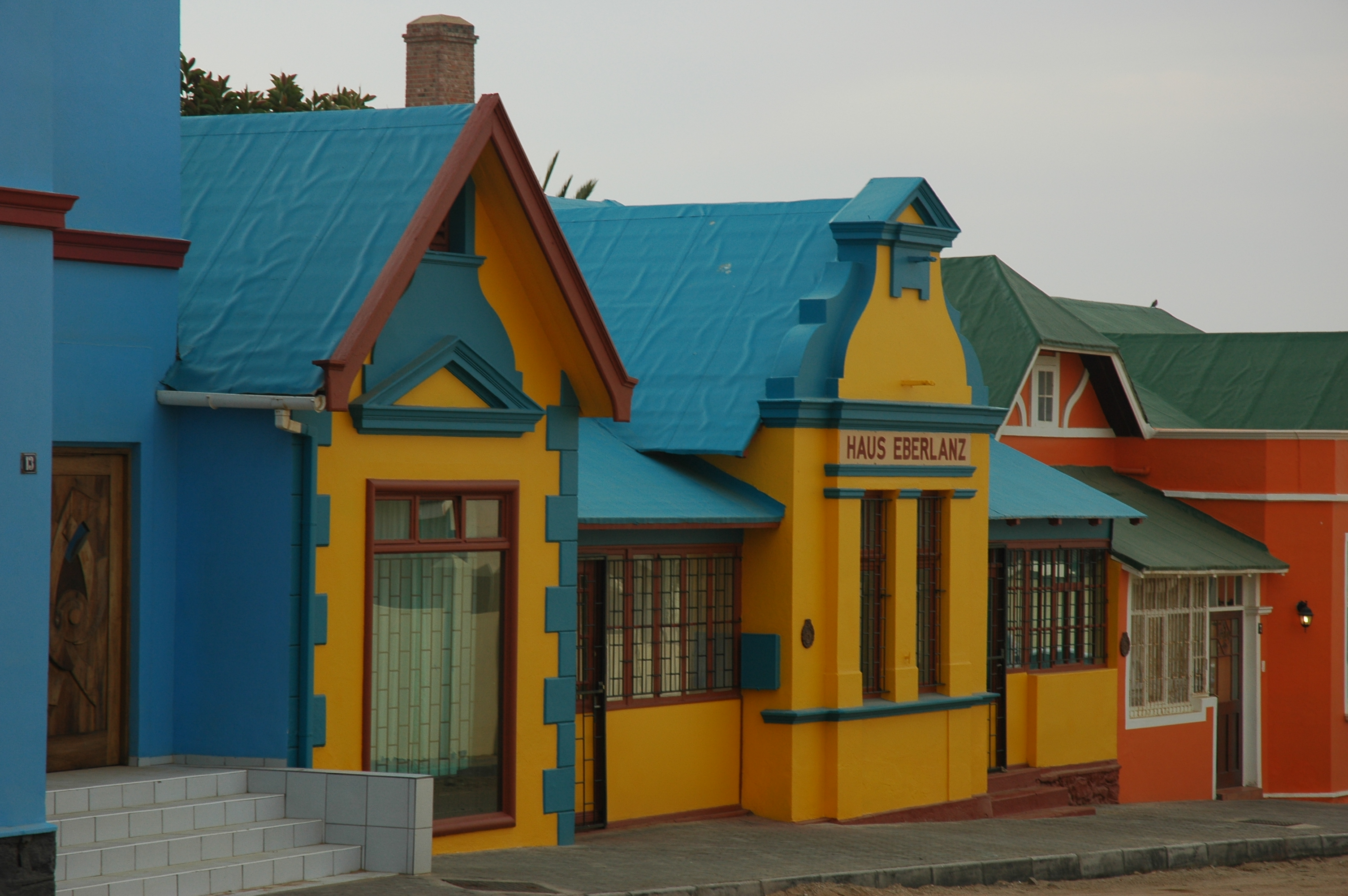
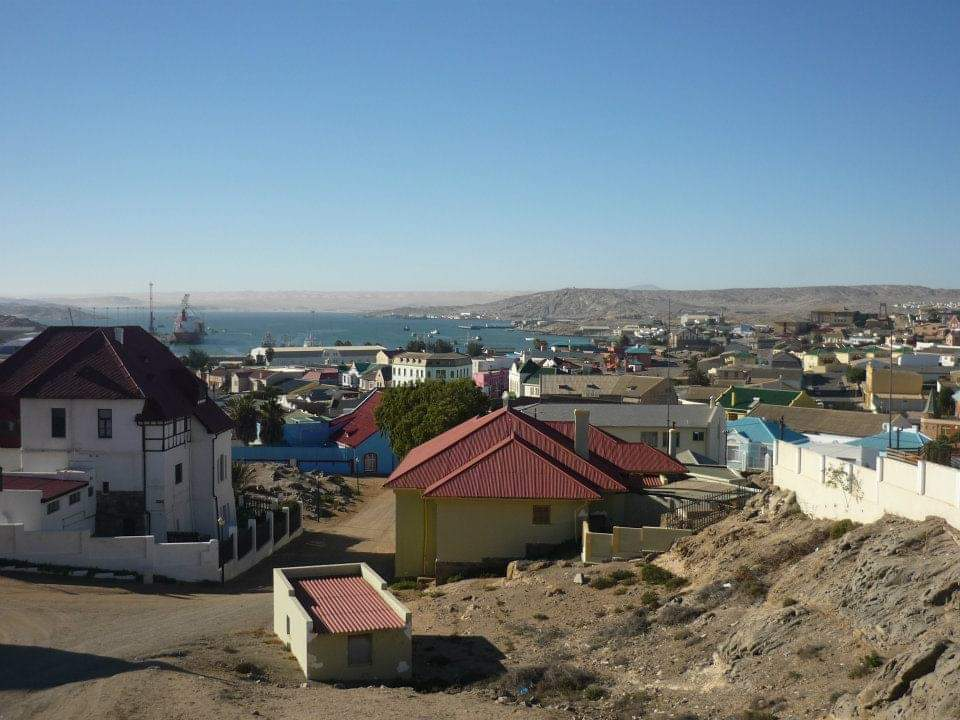

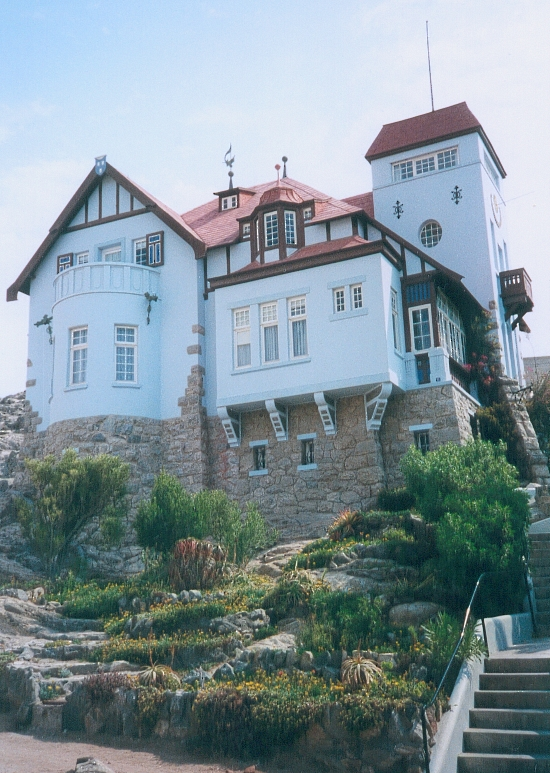
Goerke Haus en 1996.
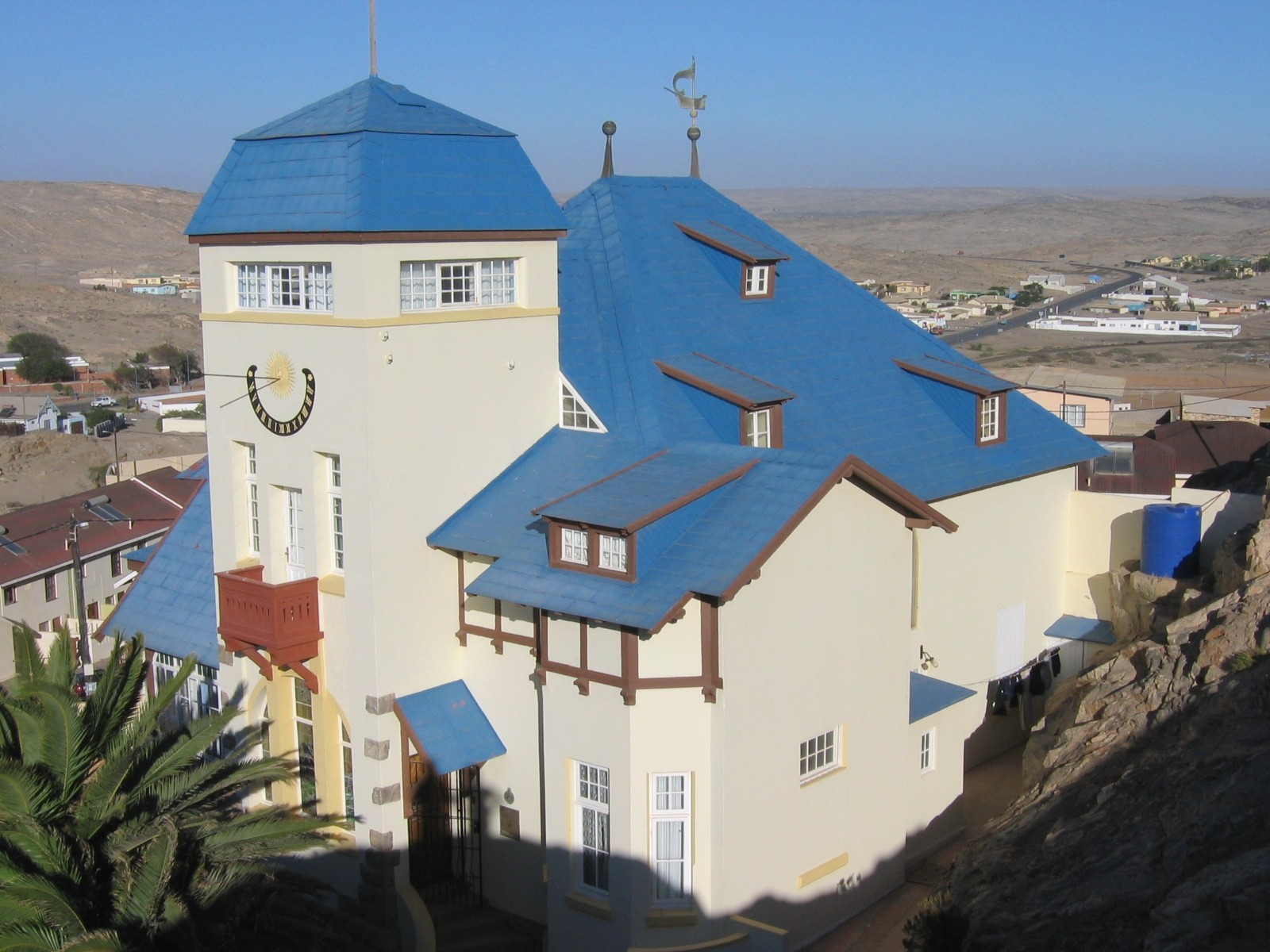
Goerke Haus en 2005.
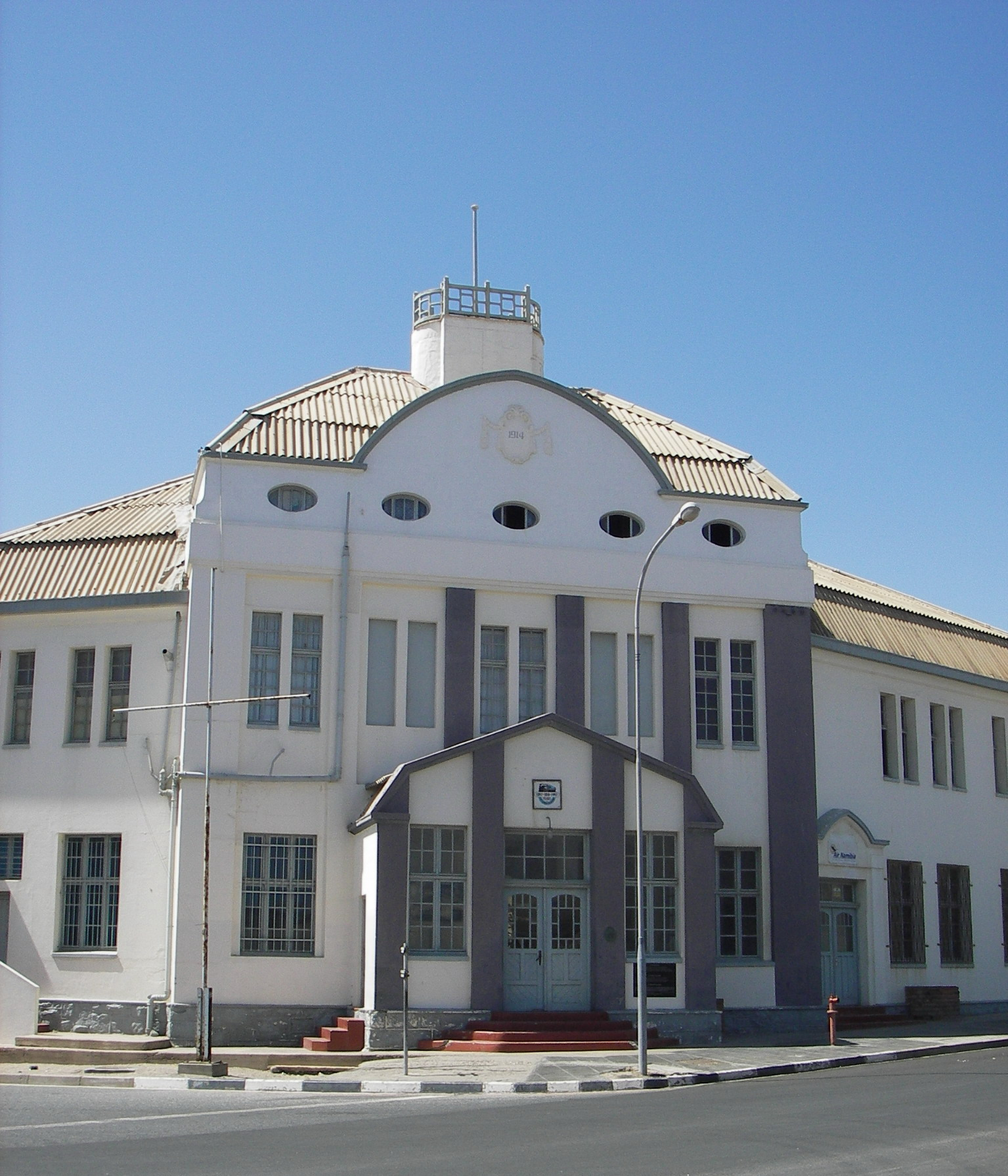
Gare de Lüderitz.
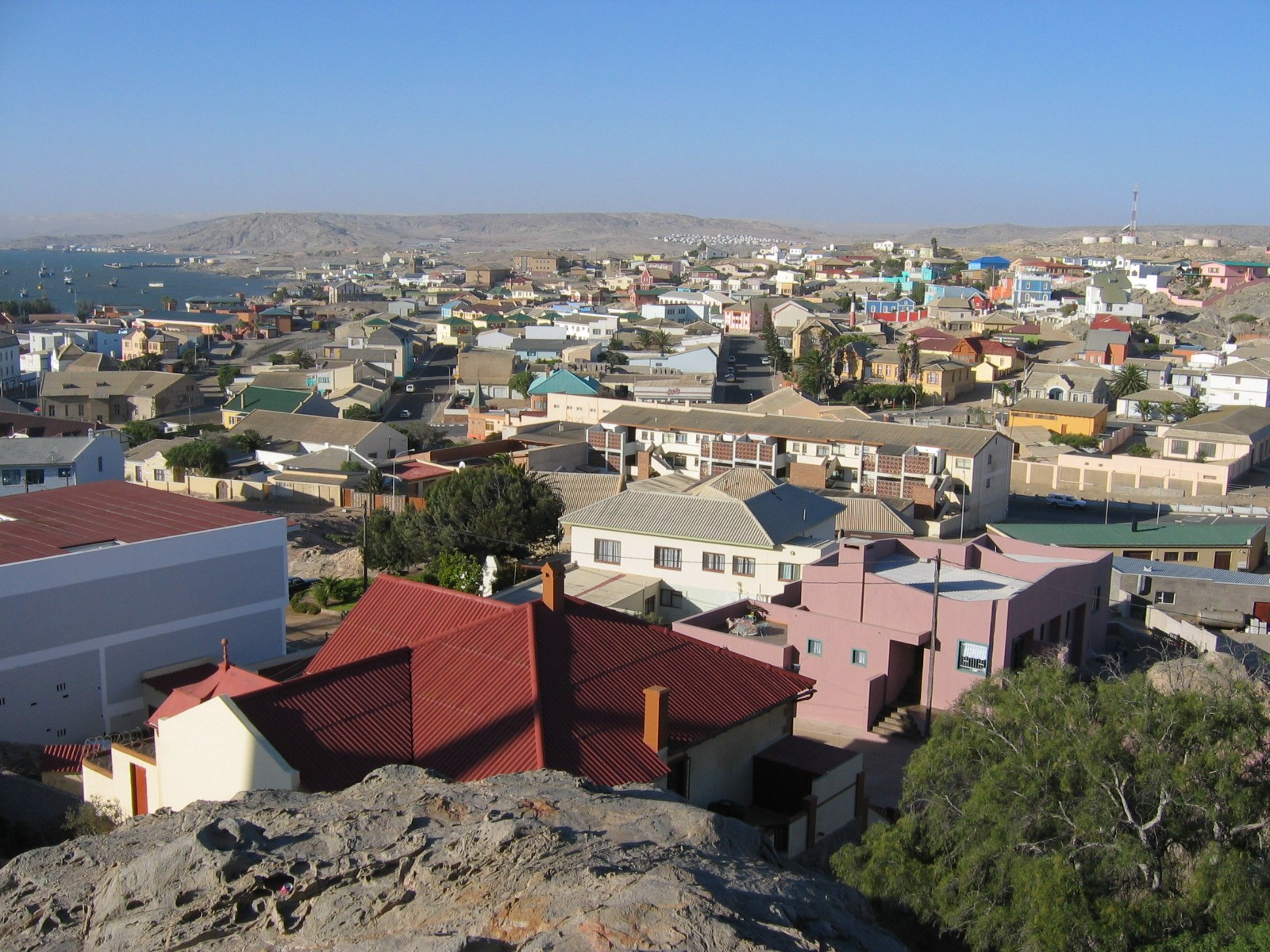

## Sports
Depuis 2007, Lüderitz accueille le Lüderitz Speed Challenge, une compétition de vitesse à la voile, organisée sous l'égide de la Fédération internationale de voile (ISAF), et du World Sailing Speed Record Council (WSSRC).